# Oreste Puliti
Oreste Puliti, född 18 februari 1891 i Livorno, död 5 februari 1958 i Lucca, var en italiensk fäktare.
Puliti blev olympisk guldmedaljör i sabel och florett vid sommarspelen 1920 i Antwerpen.